# Artasona
Artasona o Artasona de Cinca es una localidad perteneciente al municipio de El Grado, en el Somontano de Barbastro, en la provincia de Huesca (Aragón).

## Historia
En 1845 se incorpora junto con Enate al municipio El Grado.

## Monumentos
- Castillo de los Marqueses de Artasona,[2][3][4]
- Iglesia parroquial, siglos XV y XVI.

## Fiestas locales
- Fiestas patronales, 4 de agosto, en honor a San Plácido.[2]
- Hoguera de los santos barbudos, San Sebastián y San Fabián, 20 de enero.[2]